# Тимуани, Этимони
Этимони «Реме» Тимуани (англ. Etimoni «Reme» Timuani, 14 октября 1991, Фунафути) — футболист и легкоатлет из Тувалу, единственный представитель своей страны на Олимпиаде в Рио-де-Жанейро.

## Футбольная карьера
Футбольную карьеру начал в 2008 году в составе команды «Тофага» с атолла Ваитупу. В 2013 году вместе с командой стал победителем Тувалианских игр.
В национальной сборной дебютировал в 2011 году на Тихоокеанских играх в Новой Каледонии. Там принял участие в пяти играх на позиции защитника, из которых сборная Тувалу выиграла одну, одну свела к ничьей и ещё три проиграла. Также выступал в составе футзальной сборной Тувалу.

## Легкоатлетическая карьера
В 2015 году на Тихоокаенских играх в Порт-Морсби представлял Тувалу на стометровке, где был дисквалифицирован в предварительном раунде из-за фальстарта. В том же году выступал на чемпионате мира, где на стометровке показал время 11,72 в предварительном раунде. В 2016 году стал единственным представителем Тувалу на Олимпиаде в Рио-де-Жанейро. В предварительном забеге на дистанции 100 метров занял последнее место с временем 11,81 и завершил выступление.